# Paul von Jankó

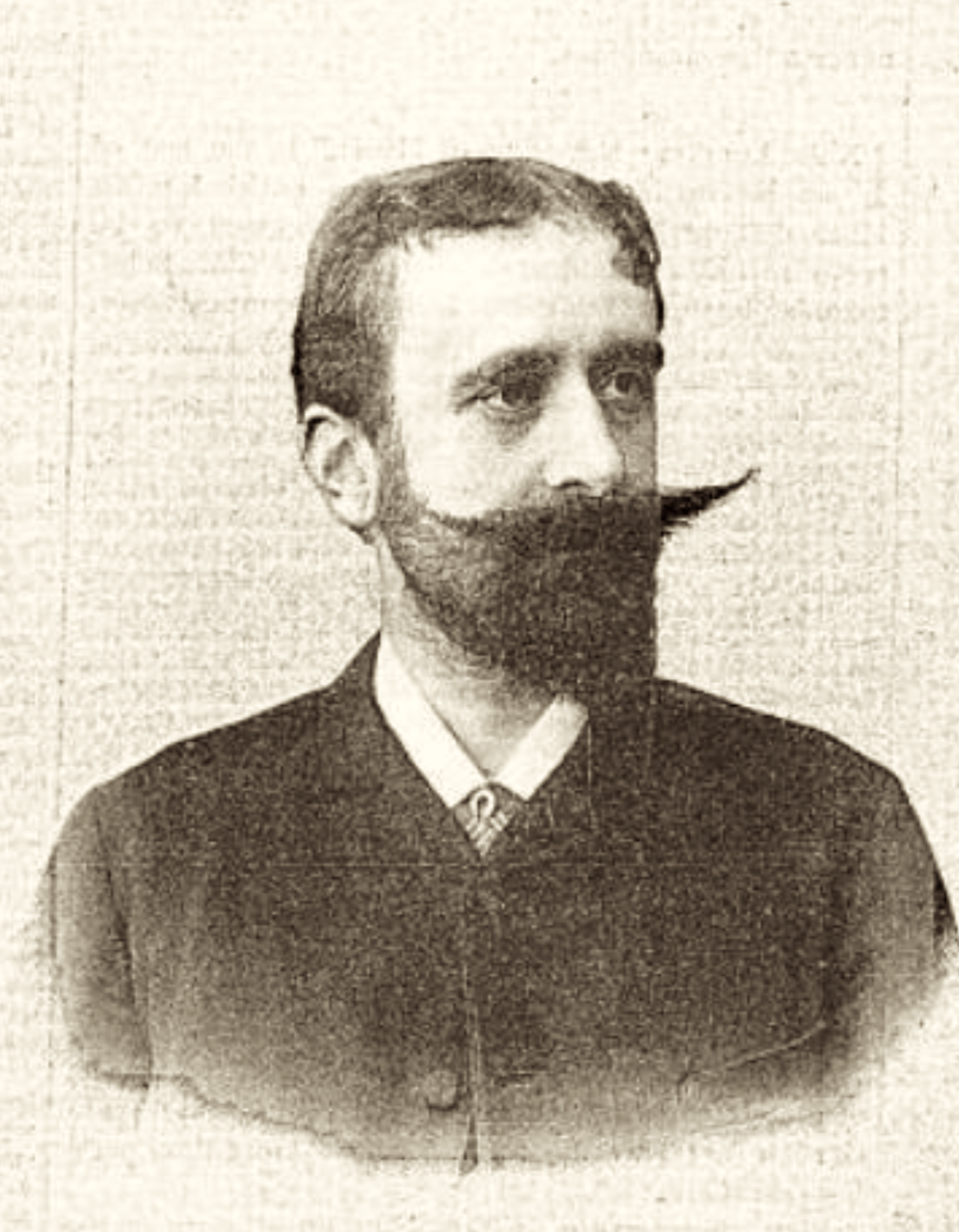
Paul von Jankó

Paul von Jankó (* 2. Juni 1856 in Totis; † 17. März 1919 in Konstantinopel) war ein österreichisch-ungarischer Mathematiker, Musiker und Erfinder, der vor allem als Erfinder der Jankó-Klaviatur bekannt ist.

## Leben
Er studierte in Wien am Polytechnikum und am Conservatorium der Gesellschaft der Musikfreunde, dort unter anderem bei Anton Bruckner. 1881/82 studierte er an der Berliner Universität Mathematik sowie bei Heinrich Ehrlich Klavier. 1883 meldete er die Jankó-Klaviatur zum Patent an, die das Klavierspielen vereinfachen sollte. Einige Jahre war er mit Vorträgen, Kursen und Konzerten unterwegs, um seine Erfindung populär zu machen; dabei kam er 1890 auch nach Amerika. Diese Tätigkeit musste er einstellen, als sein Vermögen aufgebraucht war. Er arbeitete als Beamter in Wien und wurde 1892 in die Außenstelle der Tabakregie im Osmanischen Reich versetzt, wo er 1904 zum Sektionschef aufstieg und später die osmanische Staatsbürgerschaft annahm. Er machte auch dort Erfindungen zur Photographie und zur Zahlen-Stenografie und erarbeitete einen Vorschlag zur Reform der türkischen Schrift. 1919 nahm er sich das Leben.

## Schriften
- Eine neue Claviatur. Theorie und Beispiele zur Einführung in die Praxis, 1886